# Festival El Chupete
El Festival El Chupete es el primer Festival Internacional de Comunicación Infantil, un festival independiente que tiene como finalidad premiar cada año los mejores trabajos creativos con valores, dirigidos al público infantil.

## Historia

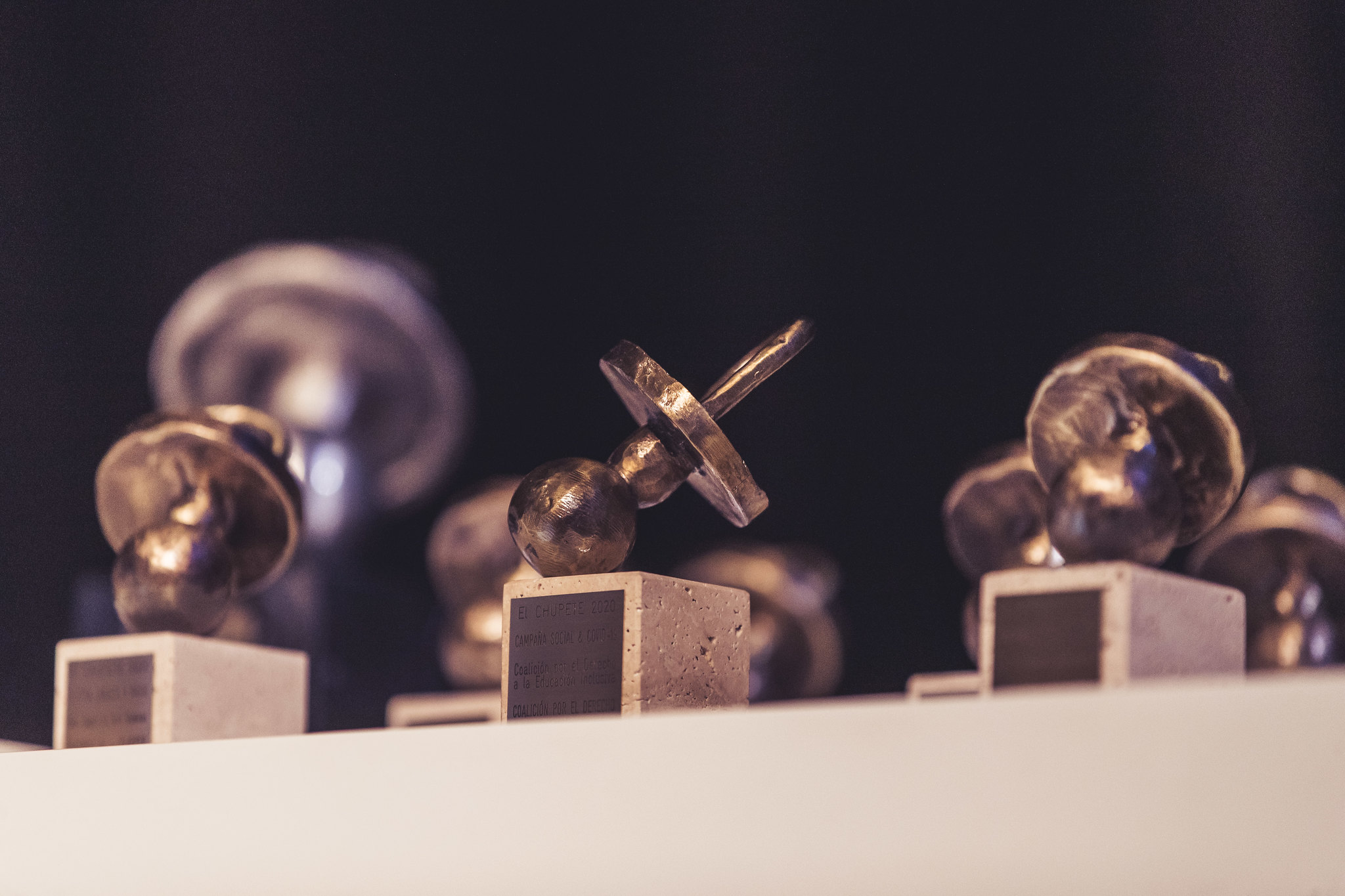
Entrega de premios El Chupete

El Chupete fue creado en 2005 por Miguel Ángel Carvajal y Rodrigo Ron, dos expertos en el mundo de la comunicación infantil y juvenil. En el año 2020 la agencia de eventos Parafina Comunicación entra en el accionariado del Festival Internacional con la integración al equipo directivo de Christian Haltermann como director.
Este Festival busca dar un reconocimiento a todos aquellos profesionales relacionados con la comunicación: anunciantes, comunicadores, guionistas, agencias de publicidad, productoras... que invierten gran parte de su esfuerzo en cuidar de forma responsable y creativa la comunicación dirigida a la infancia. Además El Chupete cada año dedica su certramen a analizar un tema de actualidad que tenga como principales ejes del debate la comunicación y la infancia. 
El Festival El Chupete es un certamen abierto a toda clase de público que aúna conocimiento y reconocimiento. El Festival nace en 2005, desde ese año hasta 2011 el festival se ha celebrado en Valencia en la Ciudad de las Artes y las Ciencias. En 2012 fue el primer año que el evento se celebró en la ciudad de Madrid.
El Chupete nació con un marcado objetivo social que se mantiene a lo largo de los sucesivos años y ediciones: la preocupación por la comunicación dirigida a los más pequeños. Para impulsar y mejorar la calidad de este tipo de comunicación. El Chupete a través de su festival premia cada año los mejores trabajos de comunicación infantil y profundiza a través de sus distintos foros de conferencias, en los temas más candentes vinculados a dicha comunicación.

## Categorías
- Branded Content
- Campaña Social
- Cine y TV
- Comunicación
- Digital y móvil
- Eventos
- Gráfica
- Mejor Juguete
- Música

## Ediciones
Los temas tratados según la edición son:
- 2005: Niños y Publicidad
- 2006: Niños y las Nuevas Tecnologías
- 2007: Comunicación, Alimentación y Deporte[5]
- 2008: El Juegos y el Ocio Infantil
- 2009: Cine y televisión infantil
- 2010: La influencia del deporte y la comunicación en los niños
- 2011: Niños, Adolescentes y Redes Sociales ¿Atrapados o Conectados?
- 2012: Smartphones y tablets para niños y jóvenes ¿Enseñan o Distraen?
- 2013: Branded Content Cuando la publicidad es el contenido. Influencia en niños y jóvenes
- 2014: La nueva televisión multipantalla La tele ya no está sólo en la tele
- 2015: La creatividad en niños y jóvenes
- 2016: #ILUMINADOS Generación Z
- 2017: Nunca crezcas
- 2018: ¿Cuándo dejaste de ver como un niño?
- 2019: Digital Kids
- 2020: Con los ojos de un niño
- 2021: Girl Power
- 2022: El Chupete de la Paz
- 2023: ¡Comparte su vida pero no su cara!

## Comunicador con el Público Infantil
- 2005: Juan y Medio
- 2006: Miliki[6]
- 2007: Ramón García
- 2008: Chespirito
- 2009: Fernando Argenta
- 2010: Antonio Mercero
- 2011: Cantajuegos
- 2012: José Mota
- 2013: Francisco Ibáñez
- 2014: Claudio Biern
- 2015: José Luis Moro
- 2016: Cruz Delgado
- 2017: Los Payasos de la Tele

- 2018: -
- 2019: Alaska
- 2020: Luis Piedrahita
- 2021: Grupo Parchís
- 2022: Santiago Segura
- 2023: Pepe Rodríguez

## Mejor Personaje Infantil
- 2005: -
- 2006: Pocoyó
- 2007: Los Lunnis
- 2008: Caillou
- 2009: Harry Potter
- 2010: Ben 10
- 2011: Bob Esponja
- 2012: Los Clanners
- 2013: Peppa Pig
- 2014: Dora, La Exploradora
- 2015: Frozen
- 2016: PAW Patrol
- 2017: Miraculous: Tales of Ladybug & Cat Noir
- 2018: Trolls
- 2019: Doraemon
- 2020: Scooby Doo
- 2021: -
- 2022: D’artacán
- 2022: Barbie

## Ganadores edición 2023[7]
| Categoría                         | Título                    | Anunciante                         | Agencia                          |
| --------------------------------- | ------------------------- | ---------------------------------- | -------------------------------- |
| Activación y experiencia de marca | Barbie Síndrome de Down   | Mattel                             | Mattel                           |
| Activación y experiencia de marca | Crunch Cancellation       | Doritos                            | TBWA España                      |
| Activación y experiencia de marca | Trátame bien el casting   | Turrones Picó                      | Siberia                          |
| Branded content                   | Capitán Olson             | Fundación Infantil Ronald McDonald | TBWA España                      |
| Branded content                   | Good Of War Ragnarök      | Play Station                       | CLV                              |
| Campaña social                    | #HuelgaDeJuguetes         | Ministerio de consumo              | MRM Spain                        |
| Campaña social                    | Somos Únic@s              | Fundación ColaCao                  | The Modern Kids & Family SL      |
| Campaña social                    | Generación XXX            | Dale Una Vuelta                    | GettingBetter                    |
| Digital                           | Crunch Cancellation       | Doritos                            | TBWA España                      |
| Digital                           | #AquíSufriendo            | Teléfono de la Esperanza           | Publicis España                  |
| Digital                           | #HuelgaDeJuguetes         | Ministerio de Consumo              | MRM Spain                        |
| Film                              | Vuelven por los Niños     | Fundación Aladina                  | Fundación Aladina                |
| Film                              | Solo – Bar – Pesadilla    | Mutua Madrileña Automovilista      | Dentsu Creative Spain            |
| Mejor Juguete                     | Ramo de Flores Silvestres | Colección Botánica de Grupo Lego   | Colección Botánica de Grupo Lego |
| Mejor Juguete                     | Barbie Síndrome de Down   | Mattel                             | Mattel                           |
| Production (Craft)                | Solo                      | Mutua Madrileña Automovilística    | Dentsu Creative Spain            |
| Relaciones públicas               | #HuelgaDeJuguetes         | Ministerio de Consumo              | MRM Spain                        |
| Relaciones públicas               | 24H Lee Mans LEGO Technic | Grupo Lego                         | Grupo Lego                       |
| Relaciones públicas               | Generación XXX            | Dale Una Vuelta                    | GettingBetter                    |

## Ganadores edición 2022[8]
| Categoría              | Título                         | Anunciante | Agencia                                        |
| ---------------------- | ------------------------------ | --- | ---------------------------------------------- |
| Branded Content        | Vence al Rey                   | Play Station | CLV                                            |
| Branded Content        | Muchoyó. La infancia tiene voz | The Children's Revolution (Aldeas Infantiles SOS, Educo, Plan International, Save the Children, UNICEF España y World Vision) | Zinkia, Jorge Martinez, Arenia Media y collage |
| Cine y TV              | Etiquétalos como algo único    | DOP Espárrago de Navarra | Tactics Europe                                 |
| Cine y TV              | Adolescencia                   | Fundación FAD Juventud | Pink                                           |
| Eventos                | Cabalgata, deseo concedido     | Fundación Aladina | Isobar                                         |
| Gráfica                | Oh, colorida Navidad           | Walt Disney Animation - Disney+                                                                                               | Havas Worldwide                                |
| Digital y móvil        | Banea el cáncer                | Bristol Myers Squibb | VMLY&R Health                                  |
| Digital y móvil        | Toma relleno                   | Fiesta | Mi Querido Watson                              |
| Digital y móvil        | Constelación Lightyear         | The Walt Disney Company España                                                                                                | Havas Worldwide                                |
| Mejor Juguete          | Barbie astronauta              | Mattel | Mattel                                         |
| Música                 | #No le des al coco             | Fundación FAD Juventud | Pink                                           |
| Música                 | Trátame bien                   | Turrones Picó | Siberia                                        |
| Música                 | Muchoyó. La infancia tiene voz | The Children's Revolution (Aldeas Infantiles SOS, Educo, Plan International, Save the Children, UNICEF España y World Vision) | Zinkia, Jorge Martinez, Arenia Media y collage |
| Campaña Social         | Adolescencia                   | Fundación FAD Juventud | Pink                                           |
| Campaña Social         | Repite conmigo: soy únic@      | Idilia Foods | BBDO & Proximity                               |
| Campaña Social         | TEO descubre el cáncer         | Bayer | RosaParks                                      |
| Campaña Social         | #No le des al coco             | Pink | FAD                                            |
| Campaña Social         | Bye, Bye Quimio                | Fundación Juegaterapia | Fundación Juegaterapia                         |
| Gran Premio Mejor Idea | Muchoyó. La infancia tiene voz | The Children's Revolution (Aldeas Infantiles SOS, Educo, Plan International, Save the Children, UNICEF España y World Vision) | Zinkia, Jorge Martinez, Arenia Media y collage |
| Gran Premio Innovación | "Barbie astronauta"            | Mattel | Mattel                                         |
| Gran Premio Estrategia |                                | Fundación FAD Juventud | Pink                                           |

## Ganadores edición 2021[9]
| Categoría                                    | Subcategoria                                                         | Título                                   | Anunciante                                               | Agencia                  |
| -------------------------------------------- | -------------------------------------------------------------------- | ---------------------------------------- | -------------------------------------------------------- | ------------------------ |
| Cine y TV                                    | Juegos y Juguetes                                                    | Rebuild The World                        | LEGO                                                     | LEGO                     |
| Cine y TV                                    | Alimentación, bebidas y productos específico para niños              | Hola Mundo                               | Turrones Picó                                            | Siberia                  |
| Cine y TV                                    | Alimentación, bebidas y productos específico para niños              | Zapatos Hechos a 100 manos               | Pablosky                                                 | Tactucs Europe           |
| Cine y TV                                    | Animación y Medios de comunicación, publicaciones y material escolar | Rebuild The World                        | LEGO                                                     | LEGO                     |
| Cine y TV                                    | Servicios Públicos                                                   | #NOMOREMATILDAS                          | AMIT (Asociación de Mujeres Investigadoras y Tecnólogas) | Getting Better           |
| Cine y TV                                    | Servicios Públicos                                                   | 12 Meses Mediaset España - Día del Niño  | Mediaset                                                 | Mediaset España          |
| Gráfica                                      | Gráfica, Libros y Revistas                                           | #NOMOREMATILDAS                          | AMIT (Asociación de Mujeres Investigadoras y Tecnólogas) | Getting Better           |
| Gráfica                                      | Packaging y PLV                                                      | Sani Baby - Packaging + PLV              | Sani Baby                                                | Berjuan                  |
| Branded Content                              | 1.º Premio                                                           | Todo saldrá bien                         | BBVA                                                     | Wink]                    |
| Branded Content                              | 2.º Premio                                                           | #HACIENDOTEPREGUNTAS                     | CEU & ABC                                                | Agencia71                |
| Digital y Móvil                              | Web, APPS, Game                                                      | Dale #Unfollow CiberBullying             | Castellana Properties                                    | Jumpers                  |
| Digital y Móvil                              | Redes Sociales y YouTube                                             | El Gol 303 de Fernando Torres            | Juguettos                                                | Btob                     |
| Digital y Móvil                              | Redes Sociales y YouTube                                             | #NOMOREMATILDAS                          | AMIT (Asociación de Mujeres Investigadoras y Tecnólogas) | Getting Better           |
| Digital y Móvil                              | Game                                                                 | La Liga Saludable de Plátano de Canarias | Plátano de Canarias                                      | The Modern Kids & Family |
| Digital y Móvil                              | Campañas Digitales / Dispositivos Móviles y Nuevas Tecnologías       | #NOMOREMATILDAS                          | AMIT (Asociación de Mujeres Investigadoras y Tecnólogas) | Getting Better           |
| Campaña social                               | 1.º Premio                                                           | Por no, porno.                           | FAD                                                      | Pink Lab                 |
| Campaña Social                               | 2.º Premio                                                           | Defiende lo obvio                        | FAD                                                      | Arnold Madrid            |
| Campaña Social                               | 2.º Premio                                                           | Los amigos también curan                 | Fundación JuegaTerapia                                   | Fundación JuegaTerapia   |
| Campaña Global Comunicación, Prensa y RR.PP. | 1.º Premio                                                           | Ready for girls                          | LEGO                                                     | LEGO                     |
| Mejor Juguete                                | 1.º Premio                                                           | Barbie Astronauta                        | MATTEL                                                   | Mattel                   |
| Mejor Juguete                                | 2.º Premio                                                           | Mandala Stone                            | Miniland                                                 | Miniland                 |
| Eventos y Promos                             | 1.º Premio                                                           | Barcelona Flagship                       | LEGO                                                     | LEGO                     |
| Música, Jingles y Radio                      | 1.º Premio                                                           | Tarritos Hero Baby                       | Hero España                                              | Hero España              |
| Gran Premio Cine y TV                        | N/A                                                                  | Rebuild the World                        | LEGO                                                     | LEGO                     |
| Gran Premio Digital                          | N/A                                                                  | #NOMOREMATILDAS                          | AMIT (Asociación de Mujeres Investigadoras y Tecnólogas) | Getting Better           |
| Gran Premio Mejor Idea                       | N/A                                                                  | Por no, porno.                           | FAD                                                      | Pink Lab                 |